# Головнокомандування Збройних сил Франції (1914–1919)
Головнокомандування Збройних сил Франції (фр. Grand Quartier général, GQG або Grand QG) — орган вищого управління військами (силами) і місце перебування генерального штабу французької армії під час Першої світової війни.
GQG керував начальник штабу, в підпорядкуванні якого перебувала певна кількість підлеглих генералів, і мав своїх представників при французькому уряді та президенті. Штаб-квартира GQG спочатку була у Вітрі-ле-Франсуа в департаменті Марна, але швидке просування Німеччини на ранніх стадіях війни змусило перемістити пункт управління армією до Шантійї, поблизу Парижа, до листопада 1914 року. Тут він залишався протягом більшої частини решти війни. Генерал Жозеф Жоффр був першим начальником штабу GQG — головнокомандувачем збройними силами Франції від початку війни до грудня 1916 року, коли його змінив генерал Роберт Нівель. У свою чергу, у травні 1917 року, Нівеля, після провалу його весняного наступу, змінив генерал Філіп Петен, який залишався головнокомандувачем до його розпуску в 1919 році. У квітні 1918 року під керівництвом генерала Фердинанда Фоша було засноване Головнокомандування союзних військ (фр. Grand Quartier Général des Armées Alliées (GQGA), яке виконувало функції головного органу управління союзних військ, що діяли на території Франції.
GQG була організована у складну серію відділів і бюро, які протягом війни часто реформувалися. Цю структуру критикували історики за неспроможність заохочувати співпрацю між відомствами та за широку внутрішню боротьбу всередині штабу. Було також занепокоєння щодо автономії та повноважень, наданих GQG. Політика Франції, викладена в 1913 році, полягала в тому, щоб дві найважливіші польові армії, північна і північно-східна, зберегли оперативну незалежність. GQG під керівництвом Жоффра прийняв контроль над цими арміями в грудні 1915 року і утримував їх доти, поки його не змінив Нівель, коли військовий міністр Жозеф Галлієні висловив занепокоєння щодо порушення довоєнної політики.

## Головнокомандувачі збройними силами Франції (фр.Commandant en chef des armées françaises) (1915—1918)
| # | Фото | Ім'я (роки життя)                                                    | Військове звання   | Термін в посаді                  |
| - | ---- | -------------------------------------------------------------------- | ------------------ | -------------------------------- |
| 1 |      | Жозеф Жоффр (фр. Joseph Joffre) (12 січня 1852 — 3 січня 1931)       | генералісимус      | 2 грудня 1915 — 17 грудня 1916   |
| 2 |      | Робер Нівель (фр. Robert Nivelle) (15 жовтня 1856 — 22 березня 1924) | дивізійний генерал | 17 грудня 1916 — 15 травня 1917  |
| 3 |      | Філіпп Петен (фр. Philippe Pétain) (24 квітня 1856 — 23 липня 1951)  | маршал Франції     | 17 травня 1917 — 28 березня 1918 |

### Організаційно-штатна структура Головнокомандування та розподіл функцій
| Головна функція                      | серпень 1914           | після 11 грудня 1915         | 13 грудня 1916               | 1 січня 1917           | лютий 1917             | після 17 травня 1917                           | після 17 травня 1917                      | лютий 1918             | березень 1918          |                        |
| ------------------------------------ | ---------------------- | ---------------------------- | ---------------------------- | ---------------------- | ---------------------- | ---------------------------------------------- | ----------------------------------------- | ---------------------- | ---------------------- | ---------------------- |
| Організація, кадри та оснащення      | 1-ше бюро              | 1-ше бюро                    | 1-ше бюро                    | 1-ше бюро              | 1-ше бюро              | 1-ше бюро                                      | 1-ше бюро                                 | 1-ше бюро              | 1-ше бюро              |                        |
| Інформаційно-аналітичне забезпечення | 2-ге бюро              | 2-ге бюро                    | 2-ге бюро                    | 2-ге бюро              | 2-ге бюро              | 2-ге бюро                                      | Бюро спеціальних служб                    | Бюро спеціальних служб | Бюро спеціальних служб | Бюро спеціальних служб |
| Розвідка, цензура та контррозвідка   | 2-ге бюро              | 5-те бюро                    | 5-те бюро                    | 5-те бюро              | 2-ге бюро              | 2-ге бюро                                      | Бюро спеціальних служб                    | Бюро спеціальних служб | Бюро спеціальних служб | Бюро спеціальних служб |
| Цивільно-військове співробітництво   | —                      | —                            | —                            | —                      | —                      | Секція по цивільно-військовому співробітництву | Бюро спеціальних служб                    | Бюро спеціальних служб | Бюро спеціальних служб | Бюро спеціальних служб |
| Криптографія                         | —                      | —                            | —                            | —                      | —                      | —                                              | Бюро спеціальних служб                    | 3-тє бюро              | 3-тє бюро              |                        |
| Військові операції                   | 3-тє бюро              | 3-тє бюро                    | 3-тє бюро                    | 3-тє бюро              | 3-тє бюро              | 3-тє бюро                                      | 3-тє бюро                                 | 3-тє бюро              | 3-тє бюро              |                        |
| Телеграф та взаємодія                | —                      | —                            | —                            | —                      | —                      | Бюро аеронавтики, телеграфії та взаємодії      | Бюро аеронавтики, телеграфії та взаємодії | 3-тє бюро              | 3-тє бюро              |                        |
| Аеронавтика                          | —                      | —                            | —                            | —                      | —                      | Бюро аеронавтики, телеграфії та взаємодії      | Бюро аеронавтики, телеграфії та взаємодії | Бюро аеронавтики       | Бюро аеронавтики       |                        |
| ППО                                  | —                      | —                            | —                            | —                      | —                      | —                                              | —                                         | —                      | Бюро аеронавтики       |                        |
| Транспорт, зв'язок та забезпечення   | 4-те бюро              | 4-те бюро                    | 4-те бюро                    | 4-те бюро              | 4-те бюро              | 4-те бюро                                      | 4-те бюро                                 | 4-те бюро              | 4-те бюро              |                        |
| Північна армія                       | Окрема структура       | Бюро Північної армії         | Окрема структура             | Окрема структура       | Окрема структура       | Окрема структура                               | Окрема структура                          | Окрема структура       | Окрема структура       |                        |
| Північно-Східна армія                | Окрема структура       | Бюро Північно-Східної армії  | Окрема структура             | Окрема структура       | Окрема структура       | Окрема структура                               | Окрема структура                          | Окрема структура       | Окрема структура       |                        |
| Зовнішні театри війни                | Військове міністерство | Бюро зовнішніх театрів війни | Бюро зовнішніх театрів війни | Військове міністерство | Військове міністерство | Військове міністерство                         | Військове міністерство                    | Військове міністерство | Військове міністерство |                        |
| Медичні служби                       | —                      | —                            | —                            | —                      | —                      | —                                              | —                                         | —                      | Бюро служб здоров'я    |                        |